# Wapen van Wijdemeren

Wapen van Wijdemeren

Het wapen van Wijdemeren werd op 22 augustus 2008 aan de in 2002 gevormde Noord-Hollandse gemeente Wijdemeren toegekend. De gemeente is ontstaan uit de gemeenten Loosdrecht, 's-Graveland en Nederhorst den Berg. Geen van de wapens van de voorgaande gemeenten komt terug in het wapen van Wijdemeren.

## Blazoenering
De blazoenering van het wapen luidt als volgt:
Doorsneden: I in azuur twee dwarsbalken van zilver; II in zilver vijf vliegende ganzen van sabel, geplaatst 3 en 2. Het schild gedekt door een gouden kroon van drie bladeren en twee parels.
Het wapen is in tweeën gedeeld, het eerst is blauw met daarop twee zilveren dwarsbalken. Het tweede deel is eveneens van zilver met daarop vijf vliegende, zwarte ganzen. Bovenin drie en onderin twee ganzen. Op het schild staat een gravenkroon. 

## Symboliek
Het wapen bestaat uit twee delen en die twee delen staan elk symbool voor andere delen van de gemeente Wijdemeren:
- De kleur blauw in het schildhoofd staat symbool voor het vele water in de gemeente.
- De drie blauwe dwarsbalken staan symbool voor de gemeenten Loosdrecht, 's-Graveland en Nederhorst den Berg. Zij vormen nu samen de gemeente Wijdemeren.
- In de schildvoet staat de kleur zilver symbool voor weidsheid
- De vijf vliegende ganzen staan symbool voor de vijf verschillende plaatsen binnen de gemeente Wijdemeren.

## Geschiedenis
Na de vorming van de gemeente Wijdemeren werd er een verzoek voor een nieuw gemeentewapen ingediend. Dit wapen zou dan elementen uit de opgeheven gemeenten bevatten. Dit wapen werd afgewezen door de Hoge Raad van Adel, welke zelf met een nieuw voorstel kwam. Het voorstel was vrijwel gelijk met het uiteindelijke wapen, het toonde een groen veld met daarop drie zilveren dwarsbalken, met op de drie balken in totaal vijf rode bollen. De gemeente heeft over dit wapen aangegeven zich er niet in te kunnen herkennen.
In 2008 diende de gemeente het huidige wapen met een schildzoom en naar links, voor de kijker naar rechts, vliegende ganzen in. De Hoge Raad van Adel adviseerde hierna om de schildzoom te verwijderen en de ganzen naar het meer gebruikelijke rechts te draaien. Dit resulteerde in het huidige wapen.
Aalsmeer · Alkmaar · Amstelveen · Amsterdam · Bergen · Beverwijk · Blaricum · Bloemendaal · Castricum · Den Helder · Diemen · Dijk en Waard · Drechterland · Edam-Volendam · Enkhuizen · Gooise Meren · Haarlem · Haarlemmermeer · Heemskerk · Heemstede  · Heiloo · Hilversum · Hollands Kroon · Hoorn · Huizen · Koggenland · Landsmeer · Laren · Medemblik · Oostzaan · Opmeer · Ouder-Amstel · Purmerend · Schagen · Stede Broec · Texel · Uitgeest · Uithoorn · Velsen · Waterland · Wijdemeren · Wormerland · Zaanstad · Zandvoort